# Kula Norinska
Kula Norinska – wieś w Chorwacji, w żupanii dubrownicko-neretwiańskiej, siedziba gminy Kula Norinska. W 2011 roku liczyła 250 mieszkańców.

## Charakterystyka
Jest położona na obszarze Dalmacji, na prawym brzegu Neretwy, 6 km na południowy zachód od Metkovicia.
Na terenie miejscowości znajduje się XVI-wieczna twierdza.